# Chnodomar
Chnodomar latinsky Chnodomarius (4. století? - 4. století?) byl králem alamanského kmene na území dnešního jihozápadního Německa poblíž řeky Rýn v polovině 4. století. Z dochovaných zdrojů, je patrné, že měl mezi ostatními Alamany uznávané postavení.

## Životopis
Chnodomar byl králem jednoho z germánských kmenů v Porýní, původně pocházejícího z východní části Německa za řekou Labe. Na západ tato konfederace germánských kmenů migrovala patrně na počátku 3. století, je známá pod obecným názvem Alamani či Alemani.
Během Magnentiova povstání v roce 352, se Chnodomar zapojil do bitvy s Magnentiovým bratrem, caesarem Decentiem, který ho porazil. Chnodomar patrně podnítil císaře Constantia k invazi do Galie, aby ukončil zdejší občanskou válku a získal zpět trůn, který si v římské Galii uzurpoval Magnentius. Na konci občanské války, po smrti uzurpátora Magnentia se však Chnodomar s Alamany odmítl vzdát území i kořisti, kterou během občanské války získali. Constantius proto pověřil několik římských generálů, kteří měli Alamany z Galie vypudit. Chnodomar, jako jeden z nejmocnějších alemanských králů, zaujal prominentní místo ve vedení války proti římským legiím. Ammianus Marcellinus naznačil, že právě Chnodomar přesvědčil Alemany, aby porušili dohodu s Constantiem a vytrvali ve válce s Galií i po smrti uzurpátora.

### Bitva u Argentorate
Vzhledem k přetrvávající kritické situaci jmenoval císař Constantius II. 6. listopadu 355 svého bratrance Juliana caesarem a v roce 357 ho poslal spolu s magister militem Barbatiem do Augusty Raurici, aby Alamany porazili. Kvůli laetenskému povstání a chybě Barbatia se Alamanům podařilo zahnat početně silnější římskou armádu na útěk. Na to alamanští králové Hortar, Suomar, Ur, Ursicinus, Vestralp a mnoho šlechticů pod vedením Chnodomara a jeho synovce Serapia shromáždili své armády a postavili se proti římské armádě vedené Julianem v bitvě u Argentorate, aby posílili své nároky na levém břehu Rýna. V bitvě Chnodomar vedl levé křídlo a střed alamanské armády. Když bylo patrné, že koalice Alamanů bude poražena, pokusil se Chnodomar a přeživší Alamani uniknout na pravý břeh Rýna. Podle zdrojů byl se svými stoupenci zadržen římskou kohortou, umístěnou na zalesněném kopci. Zajatý Chnodomar byl předveden před Juliana, kterého prosil o milost. Julianus ho v zajetí vydal císaři Constantiovi, který ho nechal poslat do Říma. 
V Římě byl spolu s dalšími zajatými alamanskými králi veden v triumfálním průvodu. Chnodomar byl poté internován v táboře na Mons Caelius, kde zemřel údajně jako oběť běžné nemoci, možná hořkostí nad jeho porážkou a vyhnanstvím.